# Lackenkarkopf
Lackenkarkopf är en bergstopp i Österrike.   Den ligger i distriktet Schwaz och förbundslandet Tyrolen, i den västra delen av landet, 400 km väster om huvudstaden Wien. Toppen på Lackenkarkopf är 2 416 meter över havet, eller 141 meter över den omgivande terrängen. Bredden vid basen är 0,71 km.
Terrängen runt Lackenkarkopf är huvudsakligen bergig. Runt Lackenkarkopf är det ganska tätbefolkat, med 166 invånare per kvadratkilometer.. Närmaste större samhälle är Innsbruck, 19,8 km söder om Lackenkarkopf. 
Trakten runt Lackenkarkopf består i huvudsak av gräsmarker.